# Australia Open 1990 (Badminton)
Die Australia Open 1990 im Badminton fanden vom 12. bis zum 16. Juni 1990 in Perth statt. Das Preisgeld betrug 60.000 US-Dollar, was dem Turnier zu einem Drei-Sterne-Status im Grand Prix verhalf. Zusätzlich zu den Australian Open fanden 1990 auch noch die Australian International 1990 in Newcastle statt.

## Sieger und Platzierte
| Disziplin    | Gold                     | Silber                      | Bronze                          |
| ------------ | ------------------------ | --------------------------- | ------------------------------- |
| Herreneinzel | Ardy Wiranata            | Foo Kok Keong               | Eddy Kurniawan                  |
| Herreneinzel | Ardy Wiranata            | Foo Kok Keong               | Sompol Kukasemkij               |
| Dameneinzel  | Susi Susanti             | Anna Lao                    | Swa Cahayawati                  |
| Dameneinzel  | Susi Susanti             | Anna Lao                    | Song Yang                       |
| Herrendoppel | Jalani Sidek Razif Sidek | Hengky Irawan Ardy Wiranata | Thomas Indracahya Reony Mainaky |
| Herrendoppel | Jalani Sidek Razif Sidek | Hengky Irawan Ardy Wiranata | Chen Yu Yu Yong                 |
| Damendoppel  | Rhonda Cator Anna Lao    | Lisa Campbell Susi Susanti  | Chan Man Wa Song Yang           |
| Damendoppel  | Rhonda Cator Anna Lao    | Lisa Campbell Susi Susanti  | Swa Cahayawati Zelin Resiana    |
| Mixed        | He Tim Anna Lao          | Ardy Wiranata Susi Susanti  | Paul Stevenson Rhonda Cator     |
| Mixed        | He Tim Anna Lao          | Ardy Wiranata Susi Susanti  | Denis Todd Linda Best           |